# Nový Malín
Nový Malín, bis 1947 Frankštát (deutsch Frankstadt) ist eine Gemeinde mit 2892 Einwohnern (28. August 2006) in Tschechien. Sie liegt drei Kilometer südöstlich von Šumperk und gehört dem Okres Šumperk an. Die Katasterfläche beträgt 1980 ha.

## Geographie
Nový Malín erstreckt sich am Abfall des Rabenseifener Berglandes (Hraběšická vrchovina) zum Schönberger Kessel links des Teßtales entlang des Malínský potok. Südwestlich erhebt sich der Malínský vrch (491 m) mit den Resten der Burg Frankštát. Durch den Ort führt die Eisenbahnstrecke von Šumperk nach Uničov und die Staatsstraße 446 zwischen Šumperk und Hrabišín. Im Norden befinden sich auf Gemeindefluren der Sportflugplatz Šumperk (LKSU) und die daneben gelegene Talsperre Krásné, die vom Hraběšický potok gespeist wird.
Nachbarorte sind Vikýřovice und Anenský Dvůr im Norden, Krásné im Nordosten, Mladoňov im Südosten, Hrabišín im Süden, Dlouhomilov im Südwesten, Třemešek und Dolní Studénky im Westen sowie Plechy und Šumperk im Nordwesten.

## Geschichte
Die erste urkundliche Erwähnung von Mühldörfel stammt aus dem Jahre 1350, aber bereits seit dem 13. Jahrhundert wurde in der Gegend Bergbau auf Kupfer und Silber betrieben. Der Ort, der den Herren Kropacz von Frankstadt gehörte, die auf der gleichnamigen Burg ihren Sitz hatten, wurde später als Frankstadt bezeichnet und 1398 ein Flecken genannt. Frankstadt bildete zu dieser Zeit das wirtschaftliche Zentrum der Herrschaft Rabenstein. 1569 erfolgte der Verkauf des Ortes an die Stadt Mährisch Schönberg. In dieser Zeit ging seine Bedeutung verloren und seit 1583 galt Frankstadt als ein Dorf, das bis zur Aufhebung der Patrimonialherrschaften im Jahre 1850 nach Mährisch Schönberg untertänig blieb.
In der zweiten Hälfte des 19. Jahrhunderts begann die Industrialisierung. Der Bau der Mährischen Grenzbahn von Mährisch Schönberg nach Olmütz im Jahre 1872 förderte diese Entwicklung. 1910 lebten in Frankstadt 2320 Menschen und 1930 waren es 2307.
Nach dem Münchner Abkommen wurde der Ort dem Deutschen Reich zugeschlagen und gehörte bis 1945 zum Landkreis Mährisch Schönberg.
Nach dem Zweiten Weltkrieg wurden die deutschen Bewohner vertrieben und ehemalige Soldaten aus dem am 13. Juli 1943 von deutschen Truppen niedergebrannten Dorf Český Malín (deutsch Tschechisch Malin, Rajon Mlyniw, Oblast Riwne, Ukraine) in Wolhynien, sowie weitere Wolhynientschechen, Wallachen, Slowaken und Bevölkerung aus dem Raum Ostrava angesiedelt.
1947 wurde der Ortsname Frankštát in Nový Malín geändert. 1949 wurde Nový Malín im Zuge der Vergrößerung der Stadt Šumperk eingemeindet und erhielt 1953 seine Selbständigkeit zurück. Am 1. März 2003 wurde Mladoňov, das bis dahin ein Ortsteil von Oskava war, nach Nový Malín umgemeindet.

## Gemeindegliederung
Zur Gemeinde Nový Malín gehören die Ortsteile Mladoňov (Bladensdorf) und Plechy (Plötsch ).

## Sehenswürdigkeiten
- Kirche Jungfrau Mariä Himmelfahrt
- Statue des Hl. Johann von Nepomuk

## Persönlichkeiten
- Erich Pawlu (1934–2022), deutscher Autor, hier geboren